# Жарко Галина Семенівна
Галина Семенівна Жарко (нар. 3 травня 1953, місто Львів) — українська радянська діячка, регулювальниця радіоапаратури Львівського виробничого об'єднання «Електрон». Депутат Верховної Ради СРСР 10—11-го скликань.

## Біографія
Народилася в родині робітника-слюсаря Львівського заводу «Кінескоп» Семена Пахолка та санітарки Ольги Михайлівни Пахолок.
Освіта середня. Закінчила Львівську середню школу № 31. Член ВЛКСМ.
З 1970 по 1977 рік — монтажниця цеху № 9 Львівського телевізійного заводу виробничого об'єднання «Електрон». Ударниця комуністичної праці. Обиралася секретарем комсомольської організації цеху. Закінчила курси регулювальників радіоапаратури.
З 1977 року — регулювальниця радіоапаратури Львівського телевізійного заводу виробничого об'єднання «Електрон». Навчалася у Вищій школі профспілкового руху імені М. М. Шверника у Москві.
Потім — на пенсії в місті Львові.

## Нагороди
- орден «Знак Пошани»
- медаль «За трудову відзнаку»
- звання «Відмінник якості»